# Gust Graas
Pour les articles homonymes, voir Graas.
Ne doit pas être confondu avec Gusty Graas.
Gustave Graas dit Gust Graas, né le 19 décembre 1924 à Esch-sur-Alzette (Luxembourg) et mort le 19 février 2020, est un homme d'affaires et artiste luxembourgeois qui a non seulement joué un rôle majeur dans le développement de la radio basée au Luxembourg, notamment RTL, mais est également un peintre abstrait.

## Biographie

### Débuts
Gust Graas est né le 19 décembre 1924 à Esch-sur-Alzette dans le sud du Grand-Duché de Luxembourg. Durant son adolescence, il a été membre des jeunesses hitlériennes. Sous l'occupation allemande du Luxembourg, il a été forcé de rejoindre la Wehrmacht, mais a rapidement réussi à déserter. Après la libération, il a étudié le droit à Louvain et Paris.

### Carrière
Après avoir travaillé comme avocat à Luxembourg-Ville, Gust Graas rejoint en 1952 la CLR en tant que secrétaire général, compagnie qui deviendra deux ans plus tard la CLT avec le lancement de Télé Luxembourg, première chaîne de télévision commerciale privée d'Europe.
En 1975, il devient directeur général et membre du conseil d'administration. Il a donné à l'entreprise une dimension plus européenne et, en 1983, il lance le projet de la première chaîne de télévision privée en Allemagne, RTL Plus, qui démarrera en janvier 1984. Gust Graas a également été le cofondateur de la compagnie aérienne luxembourgeoise Luxair, qu'il a dirigé durant plus de 20 ans,.

### Travail artistique
En parallèle à sa carrière d'homme d'affaires, Gust Graas a pris un intérêt actif dans l'art, notamment la peinture abstraite. C'est lors de ses études à Paris qu'il a rencontré plusieurs peintres impressionnistes de l'École de Paris avec qui il a gardé le contact. En 1970, il a reçu le prix Grand-Duc Adolphe, prix luxembourgeois décerné chaque année à un ou plusieurs artistes qui exposent lors du salon du Cercle Artistique de Luxembourg.
Depuis sa retraite en 1989, il a vécu à Pollença, sur l'île espagnole de Majorque, où il a continué de peindre. Son exposition « Mis años en España » (de 1989 à 2003) montre clairement comment le soleil et la couleur de l'île a influencé son œuvre. Expliquant le contexte de son art, Gust Graas a indiqué : « mes peintures expriment pleinement mes sentiments sur la vie et sur la vie après la mort ».